# Saussurella longiptera
Saussurella longiptera är en insektsart som först beskrevs av Yin, X.-c. 1984.  Saussurella longiptera ingår i släktet Saussurella och familjen torngräshoppor. Inga underarter finns listade i Catalogue of Life.